# World Series Games 1916, Boston vs. Brooklyn
World Series Games 1916, Boston vs. Brooklyn è un cortometraggio muto del 1916 diretto da J.C. Wheeler. Del film, un documentario sul baseball, non si conoscono altri dati certi.

## Produzione
Il film fu prodotto dalla Selig Polyscope Company.

## Distribuzione
Distribuito dalla K-E-S-E Service, il documentario uscì nelle sale cinematografiche statunitensi nell'ottobre 1916.